# 5 złotych polskich 1831
5 złotych polskich 1831 – moneta pięciozłotowa Królestwa Polskiego okresu powstania listopadowego, bita stemplami przygotowanymi w wyniku decyzji Rządu Tymczasowego z 10 lutego 1831 r., według niezmienionego wagowo systemu monetarnego z 1 grudnia 1815 r., opartego na grzywnie kolońskiej. Wycofano ją z obiegu 1 czerwca 1838 r.

## Awers
Na tej stronie znajduje się ukoronowana dwudzielna tarcza, na której z lewej strony umieszczono polskiego orła, a z prawej pogoń litewską, u góry, w półkolu napis:

KRÓLESTWO POLSKIE

Dookoła znajdują się wypukły otok i perełki.

## Rewers
Na tej stronie w wieńcu umieszczono nominał 5, pod nim napis „ZŁOT•”, poniżej „POL•”, a na dole wieńca znak intendenta mennicy w Warszawie – K.G. (Karola Gronaua). Całość otoczona otokowym napisem:

17211/625 Z GRZYW•CZYST•KOL• ROKU 1831

Dookoła znajdują się wypukły otok i perełki.
Istnieją odmiany:
- brak kreski ułamkowej w 211/625[5],
- błąd: 311/625 zamiast 211/625[6].

## Rant
Umieszczono wklęsły napis:

BOŻE ZBAW POLSKĘ

## Opis
Monetę bito w mennicy w Warszawie, w srebrze próby 868, na krążku o średnicy 31,5 mm, masie 15,54 grama, w nakładzie 22 571 sztuk.
Stopień rzadkości rozpoznawanych odmian pięciozłotówek przedstawiono w tabeli:
|                         | Odmiana                        | Stopień rzadkości | Liczba egzemplarzy | Zdjęcie |
| ----------------------- | ------------------------------ | ----------------- | ------------------ | ------- |
| 5 złotych polskich 1831 | korona z 5 perełkami           | R2                | 3001–15 000        |         |
| 5 złotych polskich 1831 | korona z 6 perełkami           | R2                | 3001–15 000        |         |
| 5 złotych polskich 1831 | bez kreski ułamkowej w 211/625 | R3                | 601–3 000          |         |
| 5 złotych polskich 1831 | 311/625 zamiast 211/625        | ?                 |                    |         |